# Triiodure

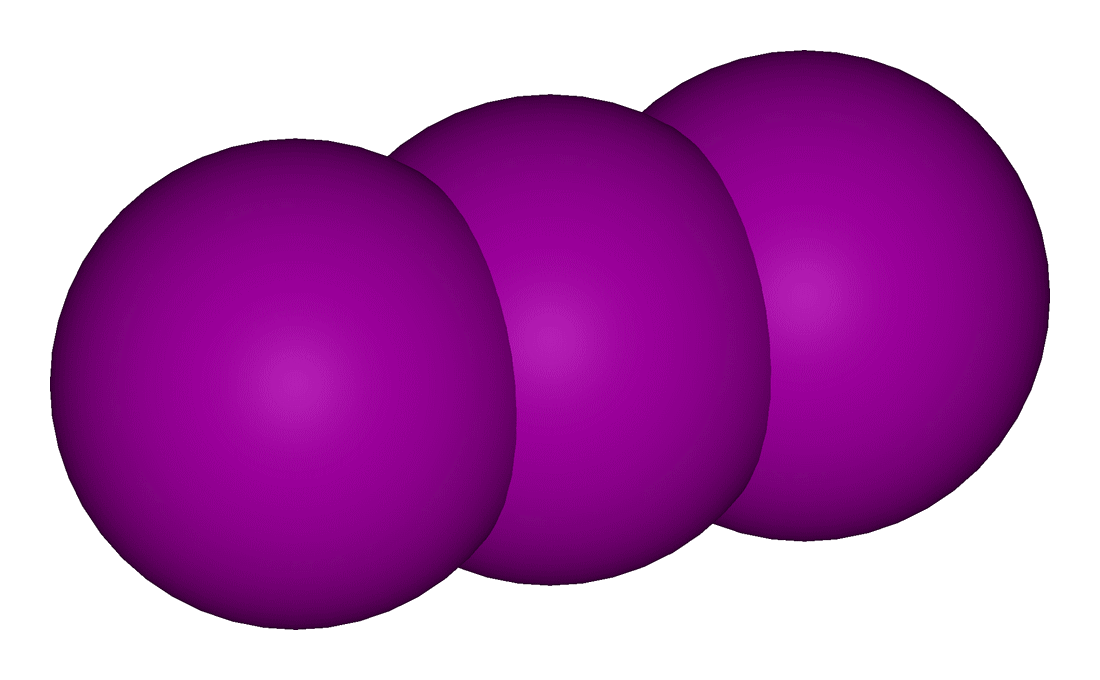
Modèle de l'ion triiodure.

En chimie, triiodure (parfois écrit tri-iodure) peut désigner :
- l'ion triiodure I3−, c'est-à-dire l'anion formé par trois atomes d'iode,

- des sels de l'anion triiodure avec un cation, comme le triiodure de sodium NaI3, le triiodure de thallium TlI3 et le triiodure d'ammonium NH4I3 (chacun de ces composés a son iodure équivalent, à un seul atome d'iode : NaI, TlI et NH4I),

- des composés qui ne contiennent pas d'ion triiodure mais, simplement, trois atomes d'iode non liés entre eux, comme le triiodure d'azote NI3, le triiodure de phosphore PI3, le triiodure d'antimoine SbI3 et le triiodure de gallium GaI3.

L'ion triiodure est le plus simple des polyiodures. Il colore les solutions aqueuses du jaune clair au brun foncé à concentration croissante. Il est responsable de la coloration bleu marine prise par une solution d'iode avec l'amidon. 
Il se forme à partir de l'ion iodure selon la réaction d'équilibre :
I2 + I− {\displaystyle {\begin{smallmatrix}\rightleftharpoons \end{smallmatrix}}} I3−
Dans cette représentation, l'iode est vu comme un acide de Lewis et l'ion iodure comme une base de Lewis.

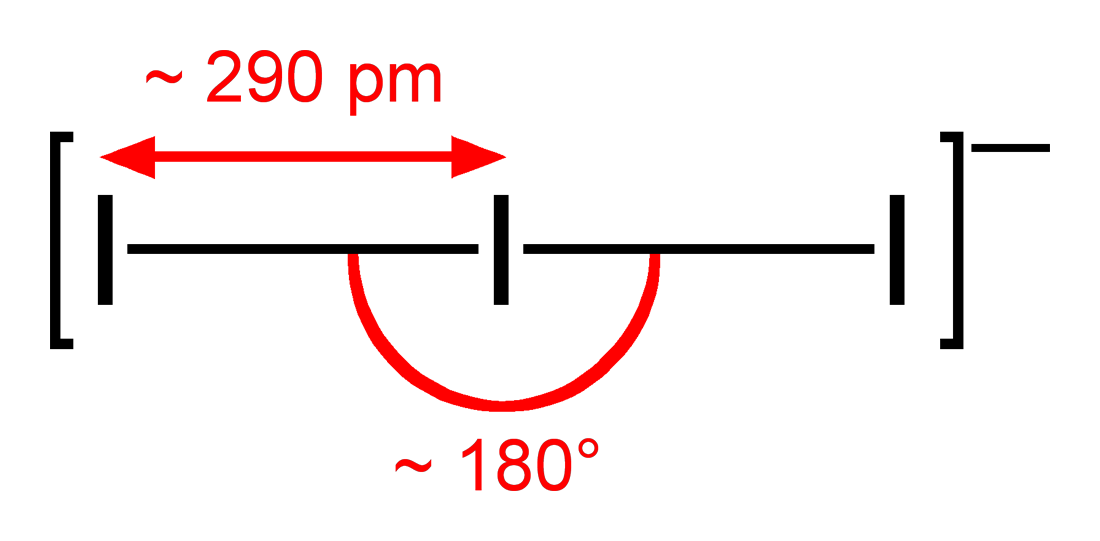
Dimensions moyennes de l'ion triiodure.

L'anion triiodure est linéaire. C'est une molécule hypervalente, dans laquelle chaque liaison I – I est décrite comme une liaison à trois centres et quatre électrons. La géométrie de la molécule I3− varie légèrement en fonction des cations environnant l'anion Ia – Ib – Ic−, comme résumé dans le tableau suivant pour quelques exemples :
| Sel   | Ia– Ib (pm) | Ib– Ic (pm) | Angle (°) |
| ----- | ----------- | ----------- | --------- |
| TlI3  | 306,3       | 282,6       | 177,9     |
| RbI3  | 305,1       | 283,3       | 178,11    |
| CsI3  | 303,8       | 284,2       | 178,00    |
| NH4I3 | 311,4       | 279,7       | 178,55    |
Ce n'est qu'avec des cations suffisamment grands, comme un ammonium quaternaire, que les anions triiodure restent symétriques. Quand le cation est trop petit, comme Na+ et K+, il ne peut stabiliser l'anion triiodure, qui se dissocie avant de pouvoir précipiter. Dans les autres cas, comme ceux présentés dans ce tableau, l'anion triiodure est distordu.